# Чистякова Валентина Миколаївна
Чистяко́ва Валенти́на Микола́ївна (5 (18) квітня 1900, Санкт-Петербург— 19 травня 1984, Харків) — українська театральна акторка і педагогиня. Народна артистка Української РСР (1943), народна артистка Узбецької РСР (1943).

## Біографія
Народилася в родині соліста Великого театру Миколи Чистякова. Жила з батьками в Москві. У дитинстві вчилася співу, танцю, малювання, гри на фортепіано, брала участь в гімназійних спектаклях.
У 1918 р. родина утекла із більшовицької Москви до Києва. Чистякова займалась в балетній студії танцюриста Михайла Мордкіна у будівлі театру «Бергоньє» на Прорізній вулиці, 17, де одночасно відбувалися репетиції і спектаклі «Молодого театру» під керівництвом Леся Курбаса.
6 (19) вересня 1919 р. Чистякова обвінчалася з Курбасом в Андріївській церкві. Важко пережила розгром театру в 1933 році, арешт радянською владою і загибель Курбаса. З осені 1943 року жила у Харкові на вул. Гіршмана, зі свекрухою Вандою Яновичевою (померла в 1950). На цьому будинку встановлено меморіальну дошку.

## Театральна творчість
Дебютувала влітку 1919 року на сцені «Молодого театру» в хорі у спектаклі «Цар Едіп».
Грала в «Молодому театрі» (1919—1920), Першому державному театрі УРСР ім. Т. Шевченка (1920), в пересувному театрі «Кийдрамте» (Біла Церква — Умань, 1920—1922).

### Період «Березоля»
З 1922 р. Чистякова — серед провідних акторок театру Курбаса «Березіль» у Києві, а в 1926 разом із театром переїхала до Харкова. В Харкові родина оселилася у будинку «Слово».

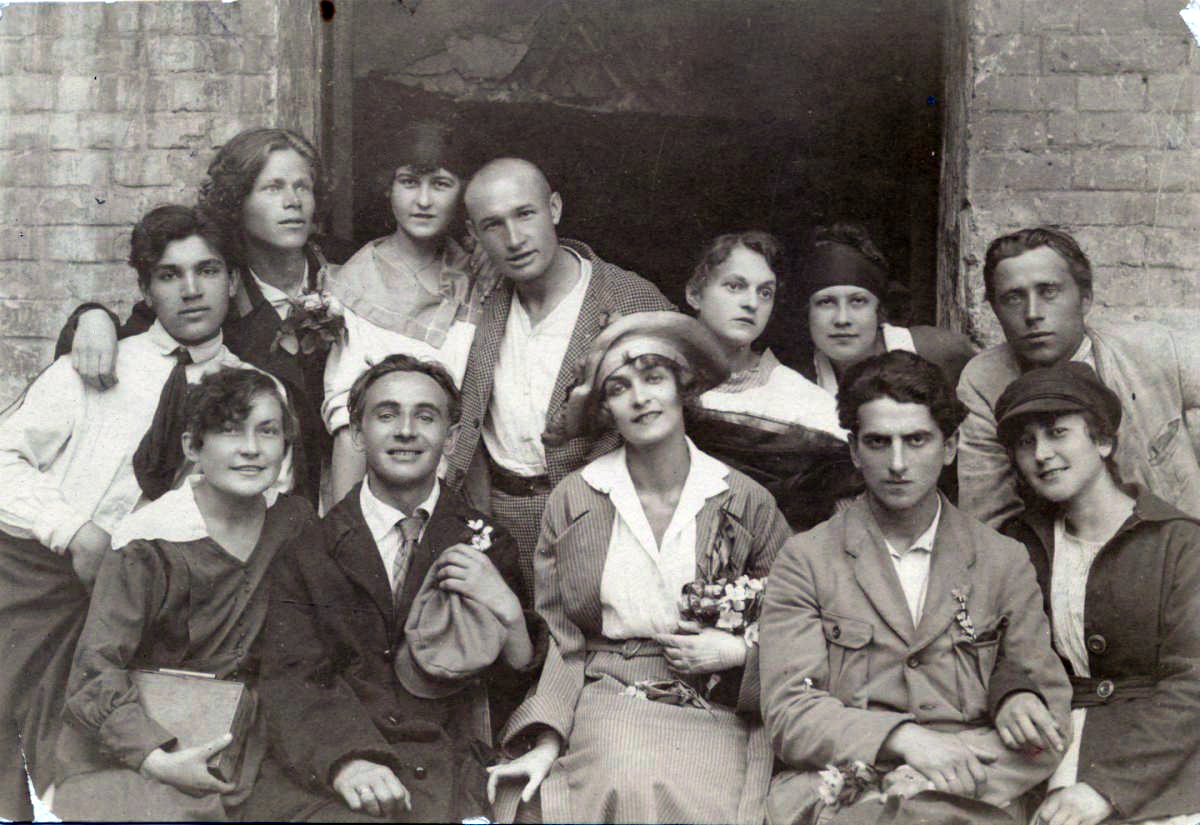
Стоять (справа наліво): Януарій Бортник (перший), Бабіївна Ганна (друга). Сидять (зліва направо): Лесь Курбас (другий), Валентина Чистякова (третя), Фавст Лопатинський (четвертий), З. Пігулович (п'ята) серед студійців театру «Березіль» 1922 р.

В «Березолі» розкрила різні грані свого таланту: комедійні, мелодраматичні та глибоко психологічні. Головні ролі: донька мільярдера («Газ» Кайзера, 1923), Оксана («Гайдамаки» за Шевченком, 1924), Ізабелла («Жакерія» Меріме, 1925), Дора («Пролог» за Поповським, 1927), Любуня («Народний Малахій» Куліша, 1928), Параня («Диктатура» Микитенко, 1930) та інші. Спробувала себе і в режисурі: «Товариш жінка» (текст колективний, 1931).

### Зрілий період творчості
В 1935—1959 роках — акторка Українського драматичного театру імені Шевченка в Харкові.
Ролі цього періоду увійшли до золотого фонду українського театрального мистецтва: Ліда («Платон Кречет» Корнійчука, 1935), Одарка («Дай серцю волю, заведе в неволю» Кропивницького, 1936), Катерина («Гроза» Островського, 1938), Цезаріна («Жінка Клодта» Дюма-сина, 1938), Євгенія («Євгенія Гранде» за Бальзаком, 1940), Лучицька («Талан» Старицького, 1941), леді Мільфорд («Підступність і кохання» Шиллера, 1948), Софія Ковалевська («Софія Ковалевська» братів Тур, 1948).
В 1941—1943 рр. разом із театром перебувала в евакуації в Узбекистані.
В 1959—1967 роках викладала в Харківському інституті мистецтв. Чистякова — авторка статей з питань акторської майстерності, спогадів про театр «Березіль» та Курбаса (надруковані в 1991—1992 рр.).

## Кінематограф
Грала у фільмі І. Кавалерідзе «Прометей» (1935).

## Пам'ять
Похована на 13-му міському кладовищі, що на вулиці Григорія Сковороди. На могилі встановлено пам'ятник-пантеон родини Курбасів (1993, скульптор С. Якубович): тут поховані Валентина Чистякова, мати Олеся Курбаса — Ванда Яновичева, та знаходиться урна із землею з Соловецьких островів, де у таборі СТОН карався Лесь Курбас.